# Kopergordel

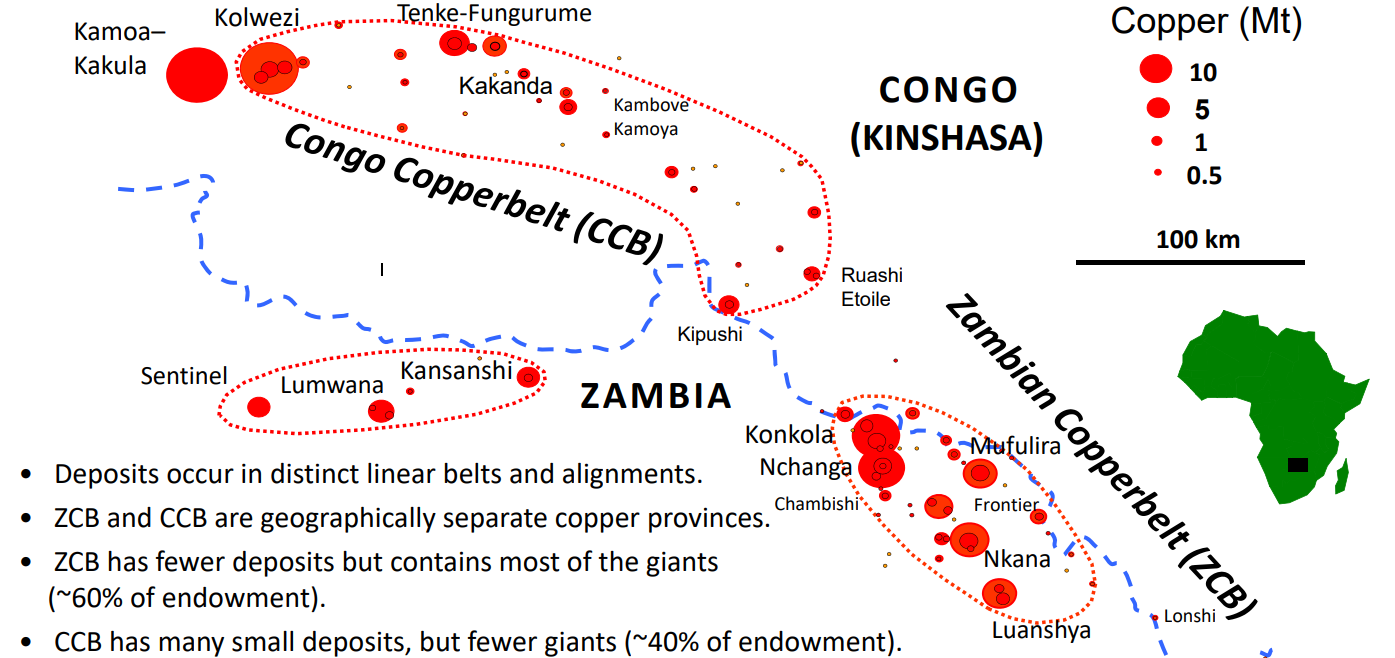
Mijnbouwbedrijven in de Kopergordel

De Kopergordel, meestal aangeduid met het Engelse copperbelt, is het kopermijnengebied van Zambia in de provincie Copperbelt rondom de steden Ndola, Kitwe, Chingola, Luanshya en Mufulira. In een meer ruime definitie omvat deze tevens de Katangese Kopergordel van de Democratische Republiek Congo rondom Lubumbashi.

## Geschiedenis
De ontdekking van koper in Zambia door de westerse wereld is deels te danken aan de gevierde Amerikaanse scout Frederick Russell Burnham, die in 1895 de Northern Territories (BSA) Exploration Co. expeditie leidde. Met deze expeditie werd definitief vastgesteld dat er grote koperafzettingen bestonden in Centraal-Afrika.